# Milhem Cortaz
Milhem Cortaz (São Paulo, 6 de dezembro de 1971) é um ator, apresentador e padeiro brasileiro.
Na televisão, participou de telenovelas e séries como A Próxima Vítima, Torre de Babel, Desejos de Mulher, Carga Pesada, A Diarista e Cidade dos Homens na Rede Globo; além das obras A Escrava Isaura, Essas Mulheres, Cidadão Brasileiro e Chamas da Vida na Record.
No cinema, interpretou o personagem Teixeira no filme Carandiru; além de outros como O Cheiro do Ralo, Nome Próprio e Tropa de Elite, este último, no qual interpretou o policial corrupto Fábio Barbosa. Também atuou nos longas Através da Janela, Domésticas, Garotas do ABC, Cabra Cega, Nina, Cafundó , A Concepção e O Magnata. Em 2006, ao interpretar Fito em Meu Mundo em Perigo, destacou-se ao ser eleito 'Melhor Ator Coadjuvante' pelo Festival de Brasília. Quatro anos mais tarde, participou de Lula, o Filho do Brasil, dirigido por Fábio Barreto, interpretando o pai do ex-presidente Luiz Inácio Lula da Silva.

## Biografia
Descendente de árabes e italianos, Cortaz começou no teatro, aos 11 anos de idade, levado pelo ator Walmor Chagas, quando fez a peça O Santo Milagroso, em 1983. Mudou-se aos 15 anos para morar na Itália com a tia para se livrar do vício em cocaína, onde formou-se pelo Piccolo Teatro di Milano e começou a fazer teatro de rua, sob influência da  Commedia dell'arte, mas retornou ao Brasil em 1990, passando a integrar o Centro de Pesquisa Teatral (CPT) de Antunes Filho e se destacou, entre outras, pelas atuações em O Melhor do Homem em 1995 com direção de Ulysses Cruz.
Cortaz também é fundador e proprietário da padaria "Cortaz O Pão", localizada na cidade de São Paulo. Em seu Instagram ele se descreve como "Ator e Padeiro".

## Carreira

### Carreira na televisão
Iniciou sua trajetória em 1995 na Rede Globo, participando da telenovela A Próxima Vítima como o capanga de Duda Maluco. Posteriormente, concluiria o milênio na pele de um fugutuvo da Guerra do Vintem na minissérie Chiquinha Gonzaga. Em 2000, esteve no elenco da série Sandy & Junior. No primeiro ano do Século XXI, foi para o SBT viver o assessor de Gregório na telenovela Pícara Sonhadora e, nos dois anos seguintes, voltou para a emissora global em Desejos de Mulher e na série Carga Pesada. Em 2004, esteve no elenco de Da Cor do Pecado como um ladrão; em A Diarista como Oswaldo no episódio "Aquele do Supermercado", além de participar em A Grande Família. No ano seguinte, foi para a RecordTV encarnar na pele de Fera de Macabú (Manuel da Mota Coqueiro) em A Escrava Isaura e sendo Lobato em Essas Mulheres.
Em 2006, esteve no elenco da telenovela Cidadão Brasileiro. No ano seguinte, atuou como Sextavado em Vidas Opostas; fez participação em Bicho do Mato e na série Mandrake. Concluiu o decênio na pele de Cazé de Chamas da Vida, seu primeiro protagonista em telenovelas, além de viver Clóvis em Poder Paralelo.
No início da década de 2010, participou da série Autor por Autor, da TV Brasil, no episódio "João Ubaldo Ribeiro", interpretando o pai do escritor; além de viver o vilão Abbas na minissérie Sansão e Dalila. Em 2012, interpretou Jorge Medeiros em Fora de Controle e, no ano seguinte, foi apresentador em Mistérios, série com treze episódios do canal de televisão por assinatura Disney Channel Brasil, além de participar da série O Negócio, da HBO Brasil, como Renan. Em 2014, atuou como Barzilai e o deputado federal João Titino nas minisséries Milagres de Jesus e Plano Alto, respectivamente.
Em 2015, viveu Agente Chagas na primeiro e segunda temporada série Magnífica 70 e voltou atuar em telenovela como Bomani em Os Dez Mandamentos. No ano seguinte, esteve no elenco de Conselho Tutelar e encarnou na pele de Calebe em A Terra Prometida. Em 2018, atuou na obra Rua Augusta, da TNT, como Raul; na série Ilha de Ferro, do serviço de streaming Globoplay, como Astério, além de voltar a atuar numa telenovela da Rede Globo em O Sétimo Guardião como o delegado Joubert Machado. Concluiu a década na pele de Matias em Amor de Mãe.

### Carreira no cinema
Estreou nas telonas em 1996 como um policial em Olhos de Vampa e, três anos mais tarde, concluiu o milênio como Puck em Por Trás do Pano. No início da década de 2000, esteve no elenco de Através da Janela. Em 2003, viveu Peixeira em Carandiru, participou do curta-metragem Rotina e esteve na pele de Alemão em Garotas do ABC. No ano seguinte, deu vida a Carlão em Nina, participou da equipe de Cabra-Cega e encarnou num sargento em Voo Cego Rumo Sul. Em 2005, interpretou o personagem principal no curta De Glauber para Jirges e foi Lino em A Concepção.
Em 2006, participou do filme O Cheiro do Ralo como o encanador. No ano seguinte, esteve em cartaz seis vezes: Querô como Seu Edgar; Meu Mundo em Perigo como Fito, papel em destaque, sendo eleito 'Melhor Ator Coadjuvante' pelo Festival de Brasília; Não Por Acaso como Paiva; O Magnata como Lúcio Flávio; Tropa de Elite como o policial corrupto Fábio Barbosa e Nome Próprio como locador. Em 2008, atuou como Padre Eugênio em Encarnação do Demônio; foi o mentecapto Lupa em Nossa Vida não Cabe num Opala; integrou o elenco de Plastic City - Cidade de Plástico e viveu a travesti Sibele em Se Nada mais Der certo. Concluiu a década na pele de Aristides, o pai do ex-presidente da República em Lula, o Filho do Brasil e um membro de gangue no curta-metragem Predileção.
Na década de 2010, esteve em Tropa de Elite 2: O Inimigo Agora É Outro como coronel Fábio Barbosa e em Boca como Osmar. Em 2011, participou da comédia Cilada.com como o namorado da ex-namorada de Bruno e interpretou Geraldo em Amanhã Nunca Mais. Nos três anos seguintes, deu vida a Riquelme em Crô - O Filme; Bernardo em O Lobo Atrás da Porta e Alemão como Branco. Posteriormente, viveu Cássio em Um Homem Só e Celso em Canastra Suja, este último, indicado como 'Melhor Ator Coadjuvante' pelo Grande Prêmio do Cinema Brasileiro. Em 2017, esteve no elenco de Os Parças, concluindo o decênio em Cine Holliúdy 2: A Chibata Sideral.

## Filmografia

### Televisão
| Ano  | Título                   | Personagem                        | Notas                             |
| ---- | ------------------------ | --------------------------------- | --------------------------------- |
| 1995 | A Próxima Vítima         | Capanga de Duda Maluco            | Episódio: "22 de março"           |
| 1998 | Torre de Babel           | Presidiário                       | Episódio: "26 de outubro"         |
| 1999 | Chiquinha Gonzaga        | Soldado                           | Episódio: "12 de janeiro"         |
| 2000 | Sandy & Júnior           | Tenente William                   | Episódio: "Independência é Arte"  |
| 2001 | Pícara Sonhadora         | Cláudio                           | Episódios: "10–25 de outubro"     |
| 2002 | Desejos de Mulher        | Xavier                            | Episódio: "23 de maio"            |
| 2003 | Carga Pesada             | Mauro                             | Episódio: "Companheiros"          |
| 2004 | Da Cor do Pecado         | Ladrão                            | Episódio: "13 de março"           |
| 2004 | A Diarista               | Oswaldo                           | Episódio: Aquele com as Algemas"  |
| 2004 | A Grande Família         | Mecânico                          | Episódio: "Niterói 40 graus"      |
| 2005 | A Escrava Isaura         | Manuel da Mota Coqueiro           | Episódios: "9–11 de fevereiro"    |
| 2005 | Essas Mulheres           | Lobato                            |                                   |
| 2006 | Cidadão Brasileiro       | Américo Pereira                   |                                   |
| 2007 | Vidas Opostas            | Sextavado                         |                                   |
| 2007 | Bicho do Mato            | Inspetor Paulo Mattos             |                                   |
| 2008 | Chamas da Vida           | Sargento Carlos José Lima (Cazé)  |                                   |
| 2009 | Poder Paralelo           | Clóvis Fernandes                  |                                   |
| 2011 | Autor por Autor          | Vários personagens                | Episódio: "João Ubaldo Ribeiro"   |
| 2011 | Sansão e Dalila          | Abbas                             |                                   |
| 2012 | Fora de Controle         | Jorge Medeiros                    |                                   |
| 2013 | Mistérios Discovery      | Apresentador                      |                                   |
| 2013 | O Negócio                | Renan                             | Episódio: "Visão"                 |
| 2014 | Milagres de Jesus        | Barzilai                          | Episódio: "O Leproso de Genesaré" |
| 2014 | Plano Alto               | João Titino                       |                                   |
| 2015 | Magnífica 70             | Agente Chagas                     | Episódio: "O Lançamento"          |
| 2015 | Os Dez Mandamentos       | Bomani                            |                                   |
| 2016 | Conselho Tutelar         | Jair Lemes                        |                                   |
| 2016 | A Terra Prometida        | Calebe                            |                                   |
| 2018 | Rua Augusta              | Raul                              |                                   |
| 2018 | Ilha de Ferro            | Astério                           |                                   |
| 2018 | O Sétimo Guardião        | Delegado Joubert Machado          |                                   |
| 2019 | Amor de Mãe              | Dr. Matias Junqueira              |                                   |
| 2023 | Os Outros                | Wando Santos                      |                                   |
| 2023 | Compro Likes             | Jorge Lopes (Sargento Ternurinha) |                                   |
| 2023 | B.A: O Futuro Está Morto | Edson (Edd)                       |                                   |
| 2023 | Anderson Spider Silva    | Santiago                          |                                   |
| 2024 | Volta por Cima           | Osmar Pereira                     |                                   |
| 2025 | Vermelho Sangue          | [ 77 ]                            |                                   |

### Cinema
| Ano  | Filme                                           | Papel                 | Notas          |
| ---- | ----------------------------------------------- | --------------------- | -------------- |
| 1996 | Olhos de Vampa                                  | Policial              |                |
| 1999 | Por Trás do Pano                                | Puck                  |                |
| 2000 | Através da Janela                               | amigo de Raí          |                |
| 2000 | Domésticas                                      | Encanador             |                |
| 2003 | Carandiru                                       | Peixeira              |                |
| 2003 | Rotina                                          | —                     | Curta-metragem |
| 2003 | Garotas do ABC                                  | Alemão                |                |
| 2004 | Nina                                            | Carlão                |                |
| 2004 | Cabra-Cega                                      | Rodolpho              |                |
| 2004 | Voo Cego Rumo Sul                               | Sargento              |                |
| 2005 | De Glauber para Jirges                          | Glauber               | Curta-metragem |
| 2005 | A Concepção                                     | Lino                  |                |
| 2006 | O Cheiro do Ralo                                | encanador             |                |
| 2006 | Journey to the End of the Night                 | Rodrigo               |                |
| 2007 | Querô                                           | Sr. Edgar             |                |
| 2007 | Meu Mundo em Perigo                             | Fito                  |                |
| 2007 | Não por Acaso                                   | Paiva                 |                |
| 2007 | O Magnata                                       | Lúcio Flávio          |                |
| 2007 | Tropa de Elite                                  | Capitão Fábio Barbosa |                |
| 2007 | Nome Próprio                                    | Locador               |                |
| 2008 | Encarnação do Demônio                           | Padre Eugênio         |                |
| 2008 | Nossa Vida Não Cabe Num Opala                   | Lupa                  |                |
| 2008 | Plastic City - Cidade de Plástico               | O que não morreu      |                |
| 2008 | Se Nada Mais Der Certo                          | Sibele                |                |
| 2009 | Lula, o Filho do Brasil                         | Aristides             |                |
| 2009 | Predileção                                      | Chefe da Gangue       | Curta-metragem |
| 2010 | Sitiados                                        | Chico                 |                |
| 2010 | Tropa de Elite 2                                | Coronel Fábio Barbosa |                |
| 2010 | Boca                                            | Osmar                 |                |
| 2010 | Cavalo                                          | Cavalo                | Curta-metragem |
| 2011 | VIPs                                            | Eike Gomes            |                |
| 2011 | Billi Pig                                       | Ocílio                |                |
| 2011 | A Musa Impassível                               | Adilson               |                |
| 2011 | Cilada.com                                      | Pitboy                |                |
| 2011 | Assalto ao Banco Central                        | Barão                 |                |
| 2011 | Amanhã Nunca Mais                               | Geraldo               |                |
| 2012 | O Gorila                                        | Namorado de Cíntia    |                |
| 2012 | Dores de Amores                                 | Ele                   |                |
| 2012 | Augustas - O Filme                              | [ 86 ]                |                |
| 2013 | Crô - O Filme                                   | Riquelme              |                |
| 2013 | Nelson Ninguém                                  | Nelson                |                |
| 2013 | O Lobo atrás da Porta                           | Bernardo              |                |
| 2013 | Satúrnica                                       | Narrador              | Curta-mertagem |
| 2014 | Alemão                                          | Branco                |                |
| 2014 | Os Homens São de Marte... E É Pra Lá que Eu Vou | Homem da Livraria     |                |
| 2014 | Trinta                                          | Tião                  |                |
| 2014 | Entreturnos                                     | Cardoso               |                |
| 2015 | Sangue Azul                                     | Inox                  |                |
| 2015 | A Estrada 47                                    | Coronel               |                |
| 2016 | Os Dez Mandamentos: O Filme                     | Bomani                |                |
| 2016 | O Roubo da Taça                                 | Osmar Cortez          |                |
| 2016 | Mundo Cão                                       | Cebola                |                |
| 2016 | Mais Forte que o Mundo                          | Dedé Pederneiras      |                |
| 2016 | Entre Idas e Vindas                             | Seu Belmiro           |                |
| 2016 | Vidas Partidas                                  | Delegado Delmar       |                |
| 2016 | Um Homem Só                                     | Cássio                |                |
| 2016 | Canastra Suja                                   | Celso                 |                |
| 2017 | Malasartes e o Duelo com a Morte                | Próspero              |                |
| 2017 | Altas Expectativas                              | Flávio                |                |
| 2017 | Os Parças                                       | Sargento da PM        |                |
| 2018 | Aurora                                          | Pedro                 |                |
| 2018 | A Voz do Silêncio                               |                       |                |
| 2018 | Tungstênio                                      | Narrador              |                |
| 2018 | Como É Cruel Viver Assim                        | Flávio                |                |
| 2018 | Cine Holliúdy 2: A Chibata Sideral              | Zé Coveiro            |                |
| 2018 | Intimidade Entre Estranhos                      | Pedro                 |                |
| 2018 | Cano Serrado                                    | Rico                  |                |
| 2019 | Mão na Cabeça                                   | Bacurau               |                |
| 2019 | A Última Cova                                   | Régis                 |                |
| 2021 | Biscoito da Fortuna                             | Paulo                 |                |
| 2021 | Galeria Futuro                                  | Mesbla                |                |
| 2023 | Amores Pandêmicos                               | Mauro                 |                |
| 2023 | Carga Máxima                                    | Fumaça                |                |

### Videoclipes
| Ano  | Música                          | Artista   |
| ---- | ------------------------------- | --------- |
| 2013 | "Bate e Gol"                    | Rashid    |
| 2014 | "A Noite"                       | Tiê       |
| 2014 | "Tem Sempre Alguém Te Roubando" | Rollbando |
| 2017 | "Paz Em Meio ao Caos"           | RZO       |

### Jogos
| Ano  | Jogo                             | Titulo    | Notas                 |
| ---- | -------------------------------- | --------- | --------------------- |
| 2023 | Call of Duty: Modern Warfare III | A Audição | Campanha de Marketing |

## Teatro
| Ano  | Peça                     |
| ---- | ------------------------ |
| 1983 | O Santo Milagroso        |
| 1995 | O Melhor do Homem        |
| 1996 | Rei Lear                 |
| 1996 | Édipo de Tabas           |
| 1997 | Hamlet                   |
| 1998 | Vermouth                 |
| 1999 | A Boa                    |
| 2000 | O Jardim das Cerejeiras  |
| 2001 | História de Pescador     |
| 2002 | Um Bonde Chamado Desejo  |
| 2004 | Num Dia Comum            |
| 2005 | A Maldição do Vale Negro |
| 2007 | Homem sem Rumo           |
| 2012 | A Volta ao Lar           |

## Prêmios e indicações
| Ano  | Prêmio                                                    | Categoria                             | Trabalho               | Resultado |
| ---- | --------------------------------------------------------- | ------------------------------------- | ---------------------- | --------- |
| 1998 | Prêmio APETESP                                            | Melhor Ator                           | Vermouth               | Indicado  |
| 1998 | Troféu APCA de Teatro                                     | Melhor Ator                           | Vermouth               | Indicado  |
| 1998 | Troféu Mambembe                                           | Melhor Ator                           | Vermouth               | Indicado  |
| 1999 | Prêmio APETESP                                            | Melhor Ator                           | A Boa                  | Indicado  |
| 1999 | Troféu APCA                                               | Melhor Ator                           | A Boa                  | Indicado  |
| 2003 | Prêmio Arte Qualidade Brasil                              | Melhor Ator Coadjuvante               | Carandiru              | Indicado  |
| 2004 | Festival Internacional de Cinema de Cartagena             | Melhor Ator Coadjuvante               | Carandiru              | Venceu    |
| 2005 | Prêmio Shell de Teatro                                    | Melhor ator                           | Num Dia Comum          | Indicado  |
| 2007 | Prêmio Arte Qualidade Brasil                              | Melhor ator coadjuvante               | Querô                  | Indicado  |
| 2007 | 40º Brazilia Festival of Brazilian Cinema                 | Melhor Ator Coadjuvante               | Meu Mundo em Perigo    | Venceu    |
| 2008 | Grande Prêmio do Cinema Brasileiro                        | Melhor ator Coadjuvante               | Tropa de Elite         | Venceu    |
| 2011 | Prêmio Contigo! de Cinema Nacional                        | Melhor Ator Coadjuvante               | Meu Mundo em Perigo    | Indicado  |
| 2011 | Prêmio Qualidade Brasil                                   | Melhor Ator Coadjuvante de Minissérie | Sansão e Dalila        | Indicado  |
| 2013 | Festival de Cinema de Lima                                | Melhor ator                           | O Lobo atrás da Porta  | Venceu    |
| 2014 | 1º Telas Festival Internacional de Televisão de São Paulo | Melhor Ator                           | Fora de Controle       | Venceu    |
| 2015 | Grande Prêmio do Cinema Brasileiro                        | Melhor Ator                           | O Lobo atrás da Porta  | Indicado  |
| 2015 | Prêmio Guarani de Cinema Brasileiro                       | Melhor Ator                           | O Lobo atrás da Porta  | Indicado  |
| 2015 | Festival de Cinema Itinerante da Língua Portuguesa        | Menção Honrosa ao elenco              | Alemão                 | Venceu    |
| 2015 | Prêmio Fiesp/Sesi-SP de cinema                            | Melhor Ator Coadjuvante               | Alemão                 | Indicado  |
| 2016 | Los Angeles Brazilian Film Festival                       | Melhor ator coadjuvante               | Mais Forte que o Mundo | Venceu    |
| 2023 | Festival Sesc Melhores Filmes                             | Melhor Ator Nacional                  | Cano Serrado           | Indicado  |
| 2023 | Melhores do Ano NaTelinha                                 | Melhor Ator                           | Os Outros              | Indicado  |
| 2023 | Melhores do Ano                                           | Ator de Série                         | Os Outros              | Indicado  |
| 2023 | Prêmio APCA de Televisão                                  | Melhor Ator                           | Os Outros              | Venceu    |
| 2023 | Prêmio Fita de Teatro                                     | Melhor Ator                           | O Diário de um Louco   | Indicado  |
| 2023 | Prêmio Shell - RJ                                         | Melhor Ator                           | O Diário de um Louco   | Pendente  |
| 2024 | Prêmio APTR de Teatro                                     | Melhor Ator em Papel Protagonista     | O Diário de um Louco   | Pendente  |
| 2024 | Prêmio Cenym de Teatro                                    | Melhor Ator                           | O Diário de um Louco   | Pendente  |
| 2024 | Melhores do Ano - Duh Secco                               | Melhor Ator                           | Volta por Cima         | Pendente  |